# José Guadalupe Posada
José Guadalupe Posada (Aguascalientes, 2 febbraio 1851 – Città del Messico, 20 gennaio 1913) è stato un incisore messicano.
Molte delle sue opere furono pubblicate in stampe popolari sensazionalistiche che illustravano eventi di cronaca.
Le opere più conosciute di Posada sono le sue calaveras (teschi), spesso abbigliate in modi diversi, come la Calavera de la Catrina (Il teschio della gran dama), il cui intento è satirizzare la vita della borghesia durante il regno di Porfirio Díaz. La maggior parte delle sue opere avevano significati religiosi o intenzioni satiriche. Fino alla sua morte, tuttavia, le immagini furono associate alla festa messicana del Día de los Muertos, (Il giorno dei morti). Esse infatti illustravano alcuni dei motivi tipici della cultura delle popolazioni indigene d'America.
Può essere considerato un precursore della fioritura artistica messicana dopo la rivoluzione del 1910. È infatti sulla base di una tradizione d'arte popolare, rappresentata da Posada e da molti altri incisori e grafici, che si sviluppa il grande filone narrativo della pittura murale di José Clemente Orozco, di Diego Rivera, di David Alfaro Siqueiros e di Rufino Tamayo.
C'è in tutta questa tradizione, uno stretto rapporto con la vita del popolo anche nei suoi aspetti torbidi; le immagini di questi grafici toccano di frequente i toni ironici o indugiano su elementi macabri o semplicemente grotteschi.

## Galleria d'immagini

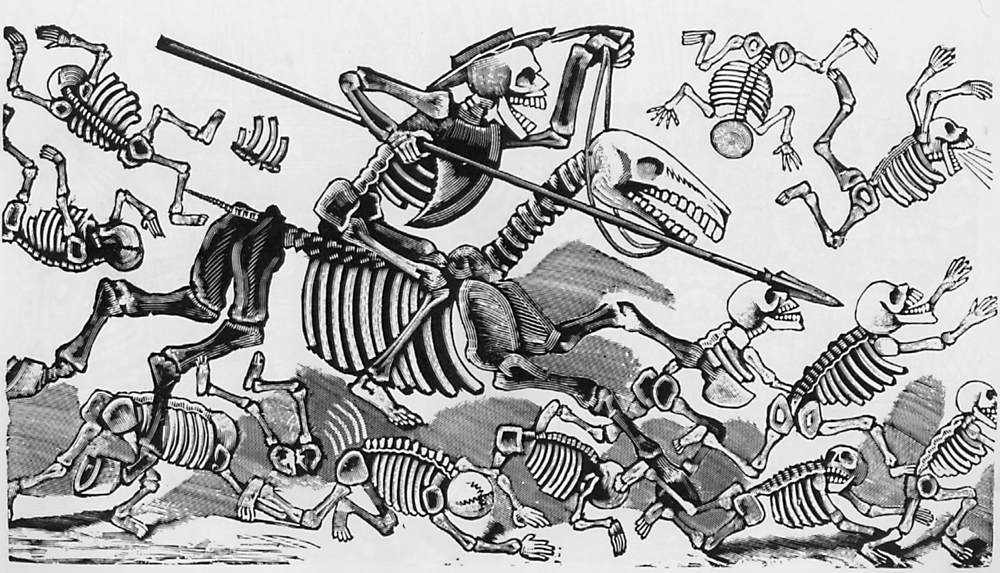
Don Chisciotte
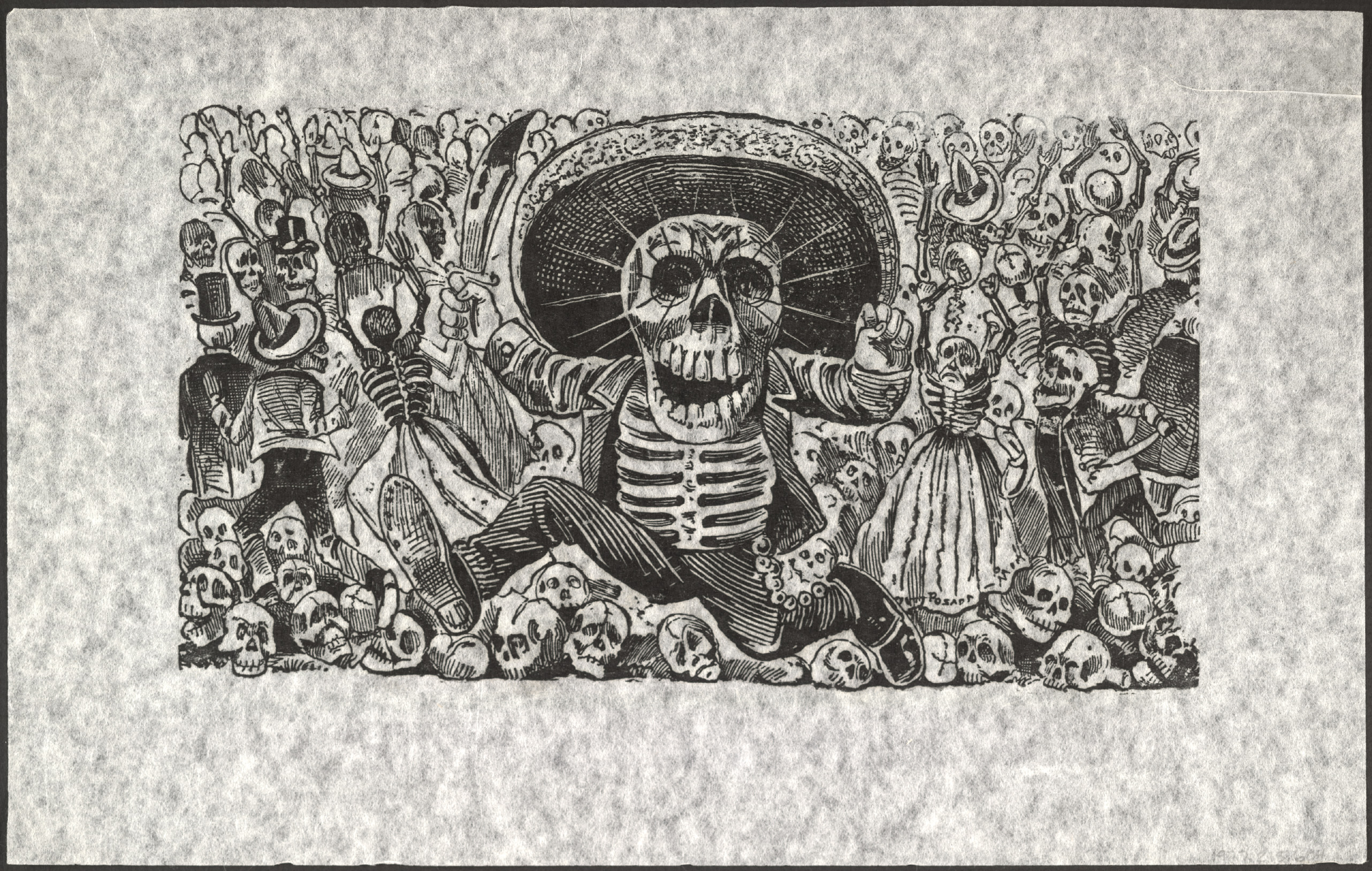
Calavera Oaxaqueña
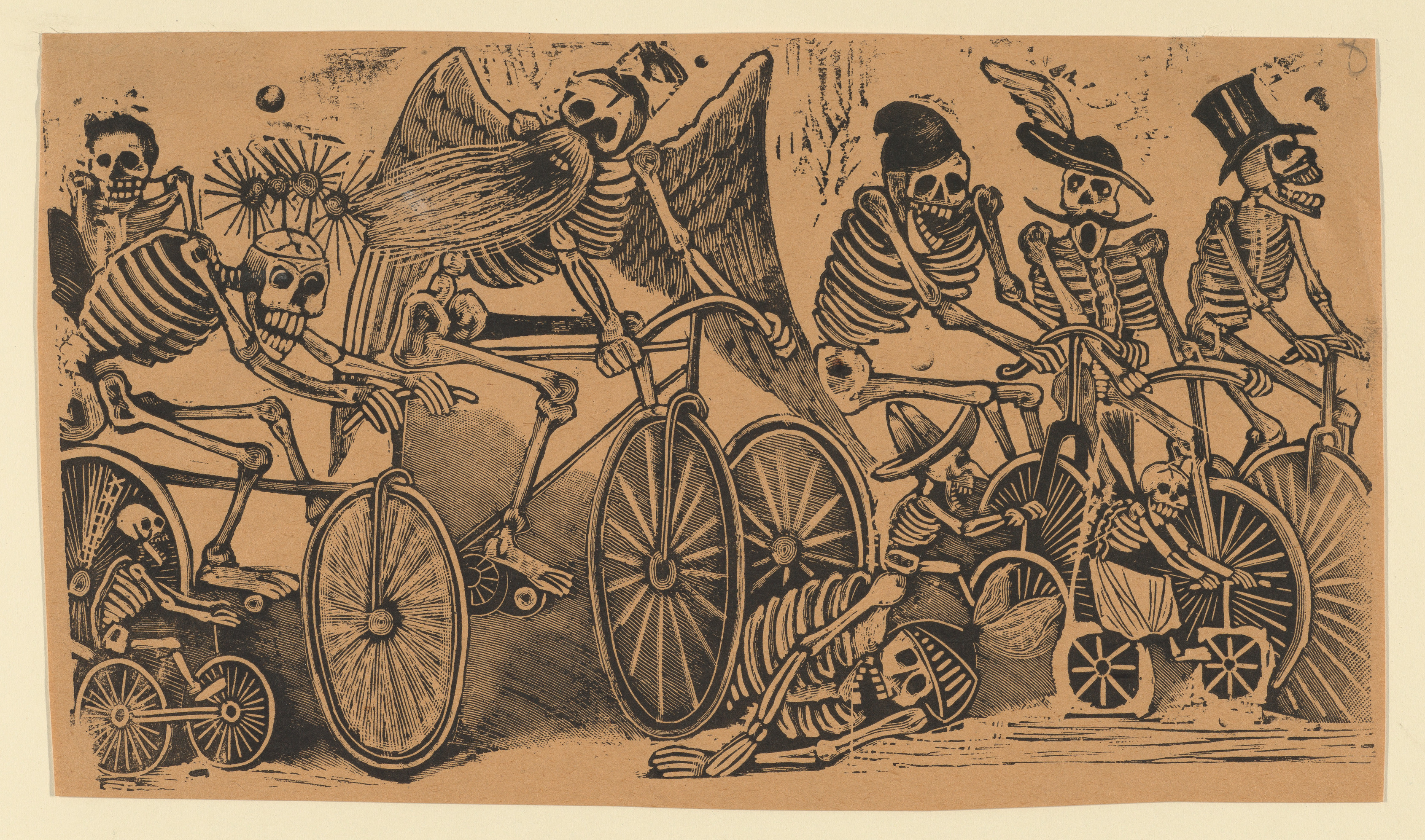
Biciclette
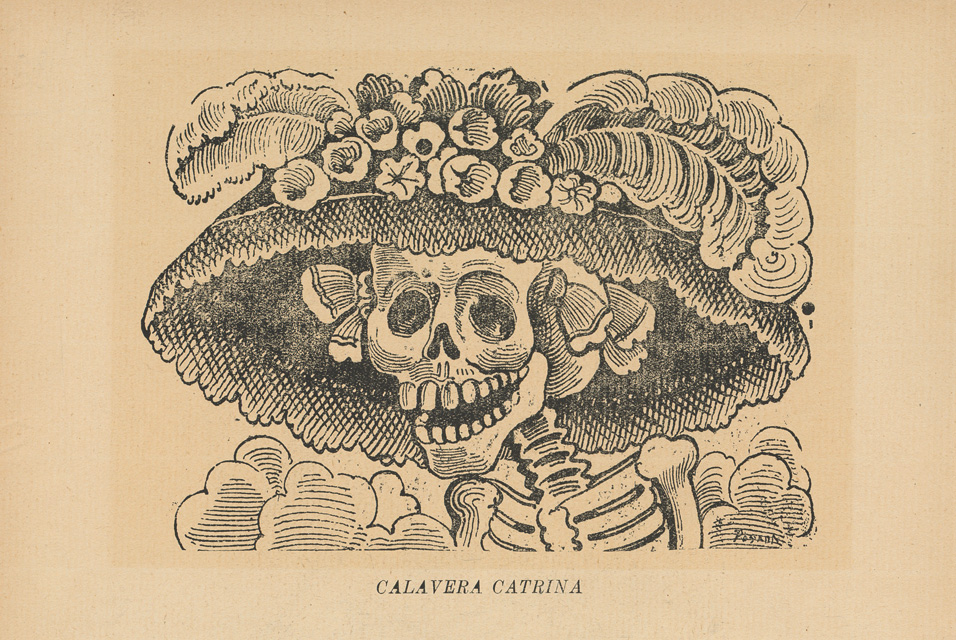
Calavera de la Catrina